# Municipio Calvillo
Koordinaten: 21° 53′ N, 102° 43′ W
Calvillo ist der Name eines der elf Municipios des mexikanischen Bundesstaats Aguascalientes. Verwaltungssitz und größter Ort des Municipios ist das gleichnamige Calvillo. Das Municipio hat 58.250 Einwohner (2020) und bedeckt eine Fläche von 935,2 km².

## Geographie
Das Municipio Calvillo liegt im äußersten Westen des Bundesstaats Aguascalientes auf einer Höhe zwischen 1500 m und 2900 m. Es zählt zur Gänze zur physiographischen Provinz der Sierra Madre Occidental. Das Municipio liegt im Einzugsgebiet des Río Lerma und entwässert damit in den Pazifik. Die Geologie des Municipios setzt sich aus 77 % rhyolithischen Tuffen, 20 % Sedimentgestein und 3 % Alluvionen zusammen; Bodentyp von 31 % des Municipios ist der Phaeozem bei 26 % Leptosol und 18 % Regosol. Mehr als 60 % der Gemeindefläche sind bewaldet, etwa 24 % dienen dem Ackerbau, etwa 13 % als Weideland.
Das Municipio Calvillo grenzt an die Municipios San José de Gracia, Jesús María und Aguascalientes sowie an die Bundesstaaten Jalisco und Zacatecas.

## Bevölkerung
Beim Zensus 2010 wurden im Municipio 54.136 Menschen in 12.834 Wohneinheiten gezählt. Davon wurden 98 Personen als Sprecher einer indigenen Sprache registriert, darunter 27 Sprecher der Huichol-Sprache. Etwa 6,2 % der Bevölkerung waren Analphabeten. 19.310 Einwohner wurden als Erwerbspersonen registriert, wovon ca. 71 % Männer bzw. etwa 9,7 % arbeitslos waren. Über sieben Prozent der Bevölkerung lebten in extremer Armut.

## Orte
Das Municipio Calvillo umfasst 155 bewohnte localidades, von denen der Hauptort sowie Ojocaliente vom INEGI als urban klassifiziert sind. Zwölf Orte wiesen beim Zensus 2010 eine Einwohnerzahl von über 1000 auf, weitere 22 Orte hatten zumindest 200 Einwohner. Die größten Orte sind:
| Ort                                                       | Einwohner |
| Calvillo                                                  | 19.742    |
| Ojocaliente                                               | 06.914    |
| Valle Huejúcar (Fraccionamiento Popular; Fraccionamiento) | 01.991    |
| La Labor                                                  | 01.988    |
| Malpaso                                                   | 01.697    |
| San Tadeo                                                 | 01.507    |
| Chiquihuitero (San Isidro)                                | 01.318    |
| La Panadera                                               | 01.212    |
| Mesa Grande                                               | 01.149    |
| Jaltiche de Arriba                                        | 01.114    |
| Crucero las Pilas                                         | 01.031    |